# Svetovni pokal v smučarskih skokih 2010
Svetovni pokal v smučarskih skokih 2010 je enaintrideseta sezona svetovnega pokala v smučarskih skokih.

## Koledar tekem
| Datum                                                                                  | Prizorišče                 | Skakalnica                       | Zmagovalec                                                                               | Drugi                                                                           | Tretji                                                                                 |
| -------------------------------------------------------------------------------------- | -------------------------- | -------------------------------- | ---------------------------------------------------------------------------------------- | ------------------------------------------------------------------------------- | -------------------------------------------------------------------------------------- |
| 27. november 2009                                                                      | Kuusamo                    | Rukatunturi HS142                | Avstrija · Wolfgang Loitzl · Andreas Kofler · Gregor Schlierenzauer · Thomas Morgenstern | Nemčija · Michael Uhrmann · Michael Neumayer · Pascal Bodmer · Martin Schmitt   | Finska Matti Hautamäki Kalle Keituri Harri Olli Janne Ahonen                           |
| 28. november 2009                                                                      | Kuusamo                    | Rukatunturi HS142                | Bjørn Einar Romøren                                                                      | Pascal Bodmer                                                                   | Wolfgang Loitzl                                                                        |
| 5. december 2009                                                                       | Trondheim                  | Granåsen HS140                   | Tekmi odpovedani                                                                         | Tekmi odpovedani                                                                | Tekmi odpovedani                                                                       |
| 6. december 2009                                                                       | Trondheim                  | Granåsen HS140                   | Tekmi odpovedani                                                                         | Tekmi odpovedani                                                                | Tekmi odpovedani                                                                       |
| 5. december 2009                                                                       | Lillehammer                | Lysgårdsbakken HS138             | Gregor Schlierenzauer                                                                    | Thomas Morgenstern                                                              | Adam Małysz                                                                            |
| 6. december 2009                                                                       | Lillehammer                | Lysgårdsbakken HS138             | Simon Ammann                                                                             | Harri Olli                                                                      | Emmanuel Chedal                                                                        |
| 12. december 2009                                                                      | Harrachov                  | Letalnica Čertak HS142           | Tekmi odpovedani                                                                         | Tekmi odpovedani                                                                | Tekmi odpovedani                                                                       |
| 13. december 2009                                                                      | Harrachov                  | Letalnica Čertak HS142           | Tekmi odpovedani                                                                         | Tekmi odpovedani                                                                | Tekmi odpovedani                                                                       |
| 18. december 2009                                                                      | Engelberg                  | Gross-Titlis-Schanze HS137       | Simon Ammann                                                                             | Gregor Schlierenzauer                                                           | Thomas Morgenstern                                                                     |
| 19. december 2009                                                                      | Engelberg                  | Gross-Titlis-Schanze HS137       | Gregor Schlierenzauer                                                                    | Simon Ammann                                                                    | Andreas Kofler                                                                         |
| 20. december 2009                                                                      | Engelberg                  | Gross-Titlis-Schanze HS137       | Simon Ammann                                                                             | Bjørn Einar Romøren                                                             | Daiki Ito                                                                              |
| 29. december 2009                                                                      | Oberstdorf                 | Schattenbergschanze HS137        | Andreas Kofler                                                                           | Janne Ahonen                                                                    | Thomas Morgenstern                                                                     |
| 1. januar 2010                                                                         | Garmisch-Partenkirchen     | Große Olympiaschanze HS140       | Gregor Schlierenzauer                                                                    | Wolfgang Loitzl                                                                 | Simon Ammann                                                                           |
| 3. januar 2010                                                                         | Innsbruck                  | Bergiselschanze HS130            | Gregor Schlierenzauer                                                                    | Simon Ammann                                                                    | Janne Ahonen                                                                           |
| 6. januar 2010                                                                         | Bischofshofen              | Paul-Ausserleitner-Schanze HS140 | Thomas Morgenstern                                                                       | Janne Ahonen                                                                    | Simon Ammann                                                                           |
| 9. januar 2010                                                                         | Tauplitz / Bad Mitterndorf | Kulm HS200                       | Robert Kranjec                                                                           | Simon Ammann                                                                    | Martin Koch                                                                            |
| 10. januar 2010                                                                        | Tauplitz / Bad Mitterndorf | Kulm HS200                       | Gregor Schlierenzauer                                                                    | Robert Kranjec                                                                  | Harri Olli                                                                             |
| 16. januar 2010                                                                        | Saporo                     | Okurajama HS134                  | Thomas Morgenstern                                                                       | Andreas Wank                                                                    | Daiki Ito                                                                              |
| 17. januar 2010                                                                        | Saporo                     | Okurajama HS134                  | Simon Ammann                                                                             | Noriaki Kasai                                                                   | Martin Koch                                                                            |
| 22. januar 2010                                                                        | Zakopane                   | Wielka Krokiew HS134             | Gregor Schlierenzauer                                                                    | Simon Ammann                                                                    | Thomas Morgenstern                                                                     |
| 23. januar 2010                                                                        | Zakopane                   | Wielka Krokiew HS134             | Gregor Schlierenzauer                                                                    | Simon Ammann                                                                    | Thomas Morgenstern                                                                     |
| 30. januar 2010                                                                        | Oberstdorf                 | Letalnica Heini Klopfer HS213    | Avstrija · Wolfgang Loitzl · Andreas Kofler · Gregor Schlierenzauer · Martin Koch        | Norveška Johan Remen Evensen Tom Hilde Anders Jacobsen Bjørn Einar Romøren      | Finska Matti Hautamäki Kalle Keituri Harri Olli Janne Ahonen                           |
| 31. januar 2010                                                                        | Oberstdorf                 | Letalnica Heini Klopfer HS213    | Anders Jacobsen                                                                          | Robert Kranjec                                                                  | Johan Remen Evensen                                                                    |
| 3. februar 2010                                                                        | Klingenthal                | Vogtland Arena HS140             | Simon Ammann                                                                             | Adam Małysz                                                                     | Gregor Schlierenzauer                                                                  |
| 6. februar 2010                                                                        | Willingen (Upland)         | Mühlenkopfschanze HS145          | Gregor Schlierenzauer                                                                    | Anders Jacobsen                                                                 | Michael Neumayer                                                                       |
| 7. februar 2010                                                                        | Willingen (Upland)         | Mühlenkopfschanze HS145          | Nemčija · Michael Neumayer · Pascal Bodmer · Martin Schmitt · Michael Uhrmann            | Norveška Johan Remen Evensen Tom Hilde Anders Jacobsen Bjørn Einar Romøren      | Avstrija · Florian Schabereiter · Michael Hayböck · Stefan Thurnbichler · David Zauner |
| 12. - 28. februar 2010 Zimske olimpijske igre v Vancouvru                              |                            |                                  |                                                                                          |                                                                                 |                                                                                        |
| 6. marec 2010                                                                          | Lahti                      | Salpausselkä HS130               | Norveška Anders Bardal Roar Ljøkelsøy Tom Hilde Anders Jacobsen                          | Avstrija · Wolfgang Loitzl · Martin Koch · Andreas Kofler · Thomas Morgenstern} | Nemčija · Michael Uhrmann · Martin Schmitt · Andreas Wank · Michael Neumayer           |
| 7. marec 2010                                                                          | Lahti                      | Salpausselkä HS130               | Simon Ammann                                                                             | Adam Małysz                                                                     | Thomas Morgenstern                                                                     |
| 9. marec 2010                                                                          | Kuopio                     | Puijo-Schanze HS127              | Simon Ammann                                                                             | Adam Małysz                                                                     | Anders Jacobsen                                                                        |
| 12. marec 2010                                                                         | Lillehammer                | Lysgårdsbakken HS138             | Simon Ammann                                                                             | Gregor Schlierenzauer                                                           | Adam Małysz                                                                            |
| 14. marec 2010                                                                         | Oslo                       | Holmenkollen HS134               | Simon Ammann                                                                             | Adam Małysz                                                                     | Andreas Kofler                                                                         |
| 19 - 21. marec 2010 Svetovno prvenstvo v smučarskih poletih 2010 na Planiški velikanki |                            |                                  |                                                                                          |                                                                                 |                                                                                        |

## Skupne uvrstitve

### Posamično
| Poz | Skakalec              | Točke |
| --- | --------------------- | ----- |
| 1.  | Simon Ammann          | 1649  |
| 2.  | Gregor Schlierenzauer | 1368  |
| 3.  | Thomas Morgenstern    | 944   |
| 4.  | Andreas Kofler        | 893   |
| 5.  | Adam Małysz           | 842   |
| 6.  | Wolfgang Loitzl       | 760   |
| 7.  | Anders Jacobsen       | 557   |
| 8.  | Martin Koch           | 545   |
| 9.  | Bjørn Einar Romøren   | 517   |
| 10. | Robert Kranjec        | 503   |
| 11. | Janne Ahonen          | 494   |
| 12. | Michael Uhrmann       | 424   |
| 13. | David Zauner          | 403   |
| 14. | Harri Olli            | 367   |
| 15. | Emmanuel Chedal       | 365   |
| 16. | Daiki Ito             | 359   |
| 17. | Noriaki Kasai         | 344   |
| 18. | Johan Remen Evensen   | 337   |
| 19. | Pascal Bodmer         | 336   |
| 20. | Michael Neumayer      | 285   |
| 21. | Andreas Wank          | 259   |
| 22. | Jakub Janda           | 256   |
| 23. | Antonín Hájek         | 230   |
| 24. | Kamil Stoch           | 203   |
| 25. | Stefan Thurnbichler   | 201   |
| 26. | Tom Hilde             | 180   |
| 27. | Matti Hautamäki       | 154   |
| 28. | Dimitrij Vasiljev     | 151   |
| 29. | Martin Schmitt        | 150   |
| 30. | Roar Ljøkelsøy        | 140   |
| 31. | Jernej Damjan         | 134   |

| Poz | Skakalec                 | Točke |
| --- | ------------------------ | ----- |
| 32. | Šohei Točimoto           | 124   |
| 33. | Andreas Küttel           | 111   |
| 34. | Kalle Keituri            | 110   |
| 35. | Peter Prevc              | 106   |
| 36. | Anders Bardal            | 99    |
| 37. | Sebastian Colloredo      | 96    |
| 38. | Fumihisa Jumoto          | 84    |
| 39. | Mario Innauer            | 82    |
|     | Manuel Fettner           | 82    |
| 41. | Łukasz Rutkowski         | 79    |
| 42. | Severin Freund           | 75    |
| 43. | Lukas Müller             | 71    |
| 44. | Mitja Mežnar             | 64    |
| 45. | Andrea Morassi           | 60    |
|     | Krzysztof Miętus         | 60    |
| 47. | Vincent Descombes Sevoie | 59    |
| 48. | Lukáš Hlava              | 56    |
| 49. | Taku Takeuči             | 54    |
|     | Michael Hayböck          | 54    |
|     | Janne Happonen           | 54    |
| 52. | Borek Sedlák             | 51    |
| 53. | Jan Matura               | 45    |
| 54. | Georg Späth              | 42    |
| 55. | Olli Muotka              | 41    |
| 56. | Andreas Stjernen         | 36    |
| 57. | Pavel Karelin            | 34    |
| 58. | Primož Pikl              | 33    |
| 59. | Marcin Bachleda          | 32    |
| 60. | Denis Kornilov           | 26    |
|     | Anders Fannemel          | 26    |
| 62. | Martin Cikl              | 23    |

| Poz | Skakalec             | Točke |
| --- | -------------------- | ----- |
| 63. | Stefan Hula          | 20    |
|     | Roman Koudelka       | 20    |
|     | Grzegorz Miętus      | 20    |
| 66. | Jukio Sakano         | 17    |
| 67. | Ville Larinto        | 16    |
| 68. | Witalij Schumbarez   | 13    |
| 69. | Akseli Kokkonen      | 11    |
|     | Vegard Sklett        | 11    |
| 71. | Kento Sakujama       | 10    |
|     | Jurij Tepeš          | 10    |
| 73. | Kazuja Jošioka       | 9     |
| 74. | Maximilian Mechler   | 8     |
| 75. | Juta Vatase          | 7     |
| 76. | Dimitrij Ipatov      | 6     |
| 77. | Florian Schabereiter | 5     |
|     | Kimmo Yliriesto      | 5     |
| 79. | Robert Hrgota        | 4     |
| 80. | Ilja Rosljakov       | 3     |
|     | Stephan Hocke        | 3     |
| 82. | Nikolaj Karpenko     | 2     |
|     | Kim Hyun-ki          | 2     |
|     | Kai Kovaljeff        | 2     |
|     | Roberto Dellasega    | 2     |
|     | Akira Higaši         | 2     |
|     | Aleksej Korolev      | 2     |
|     | Takanobu Okabe       | 2     |
|     | Atle Pedersen Rønsen | 2     |
| 90. | Richard Freitag      | 1     |
|     | Kenneth Gangnes      | 1     |
|     | Tobias Bogner        | 1     |

### Svetovni pokal v poletih
| Poz | Skakalec              | Točke |
| --- | --------------------- | ----- |
| 1.  | Robert Kranjec        | 260   |
| 2.  | Gregor Schlierenzauer | 181   |
| 3.  | Simon Ammann          | 175   |
| 4.  | Martin Koch           | 155   |
| 5.  | Anders Jacobsen       | 120   |
| 6.  | Antonín Hájek         | 118   |
| 7.  | Johan Remen Evensen   | 115   |
| 8.  | Adam Małysz           | 108   |
| 9.  | Wolfgang Loitzl       | 98    |
| 10. | Janne Ahonen          | 75    |
| 11. | Michael Uhrmann       | 71    |
| 12. | Andreas Kofler        | 66    |
| 13. | Harri Olli            | 60    |
| 14. | Michael Neumayer      | 43    |
| 15. | Stefan Thurnbichler   | 42    |
|     | Matti Hautamäki       | 42    |

### Pokal narodov
| Poz | Država       | Točke |
| --- | ------------ | ----- |
| 1.  | Avstrija     | 6868  |
| 2.  | Norveška     | 3117  |
| 3.  | Nemčija      | 2884  |
| 4.  | Finska       | 2093  |
| 5.  | Švica        | 1910  |
| 6.  | Poljska      | 1806  |
| 7.  | Slovenija    | 1504  |
| 8.  | Japonska     | 1412  |
| 9.  | Češka        | 981   |
| 10. | Francija     | 524   |
| 11. | Rusija       | 470   |
| 12. | Italija      | 158   |
| 13. | Ukrajina     | 13    |
| 14. | Kazahstan    | 4     |
| 15. | Južna Koreja | 2     |